# 土卫十三
土卫十三又稱為「忒勒斯托」(S/1980 S 13, Telesto)，是環繞土星運行的一顆衛星。
土卫十三（忒勒斯托）與土卫三（忒堤斯）共軌，並且駐留在土卫三的拉格朗日點 (L4)，跟隨在土卫三前方 60度。忒堤斯還有另一顆駐留在後方60度另一個拉格朗日點L5上的衛星土卫十四 (「卡呂普索」)。 土卫十三和土卫十四都被稱為土卫三 (忒堤斯) 的特洛伊，類似於特洛伊小行星，是目前所知4顆特洛伊衛星中的半數。

## 概述
這顆衛星半长轴約為294,619公里，繞土星公轉週期1.887802天，與黃道及土星赤道的軌道傾角為1.19°，軌道離心率0.000，接近於0。